# 梅德韋鎮區 (堪薩斯州漢密爾頓縣)
梅德韋鎮區（英語：Medway Township）是位於美國堪薩斯州漢密爾頓縣的一個行政鎮區。

## 地方資料
梅德韋鎮區的面積為280.16平方千米，當中陸地面積為279.36平方千米，而水域面積為0.80平方千米。根據2010年美國人口普查的數據，當地共有人口40人，而人口密度為每平方千米0.14人。

## 外部連結
- US-Counties.com
- City-Data.com （页面存档备份，存于）